# Francisco Fernández
Francisco Fernández, čilenski nogometaš, * 19. avgust 1975, Santiago de Chile, Čile.
Za čilensko reprezentanco je odigral dve uradni tekmi.